# Tribus d'Égypte
L'Égypte est largement dominée par un groupe ethnique : les arabes. Mais il existe également quelques groupes ethniques plus petits, les Nubiens et les Berbères. S'ajoutent à eux les Beja.
La diversité de la Haute-Égypte parmi les tribus égyptiennes d'origine ancienne et certains de ses habitants actuels sont issus des tribus yéménites et arabes de la péninsule arabique.
Durant l'Antiquité il existait des tribus de la Haute-Égypte et des tribus de la Basse-Égypte.
Les habitants du désert occidental, en dehors des oasis, sont d'ascendance mixte arabe et amazighe (berbère). Ils se divisent en deux groupes, les Saʿādī (à ne pas confondre avec les Ṣaʿīdī, hauts Égyptiens) et les Mūrābiṭīn. Les Saʿādī se considèrent comme les descendants des Banū Hilāl et des Banū Sulaym, les grandes tribus arabes qui ont émigré en Afrique du Nord au XIe siècle. Les plus importants et les plus nombreux du groupe Saʿādī sont les Awlād ʿAlī. Les clans Mūrābiṭīn occupent un statut de client par rapport aux Saʿādī et pourraient être les descendants des premiers habitants amazighs de la région. À l'origine éleveurs et habitants de tentes, les Bédouins du désert occidental sont devenus soit semi-nomades, soit totalement sédentaires. Ils ne sont pas localisés par clan, et les membres d'un même groupe peuvent être très dispersés.
À l'Ouest de l'Égypte vivent des tribus qui tracent leur origine de Libye.
La partie méridionale du désert oriental est habitée par les Béja. Les Beja égyptiens sont divisés en deux tribus, les ʿAbābdah et les Bishārīn. Les ʿAbābdah occupent le désert oriental au sud d'une ligne entre Qinā et Al-Ghardaqah ; il existe également plusieurs groupes installés le long du Nil entre Aswān et Qinā. Les Bishārīn vivent principalement au Soudan, bien que certains habitent dans la région des montagnes du ʿIlbah, leur lieu d'origine traditionnel. Les ʿAbābdah et les Bishārīn sont tous deux des pasteurs nomades qui gardent des troupeaux de chameaux, de chèvres et de moutons.

## Égypte ancienne
Le delta oriental, avec ses tribus de bergers, a dû faire partie du nouvel état au plus tard sous le roi Narmer. À la fin de la période préhistorique, la structure sociologique de la population du delta et de la vallée était sans doute complexe, comme le suggère le scénario tradi-scénario traditionnel qui dépeint l'unification comme la domination des tribus d'agriculteurs de la Basse-Égypte par la Haute-Égypte.
Le rôle des tribus de Haute-Égypte en tant que leaders politiques durant le processus d'unification est indubitable, bien que nous ne soyons pas certains du rôle des nomades. La situation au cours de la période historique nous amènerait à nous attendre à des composantes nomades beaucoup plus importantes au cours du processus d'unification des composantes nomades dans la population du delta occidental que dans la vallée du Nil, dont la topographie est étroite.
Des tribus de la Haute-Égypte ont été leaders lors du processus d'unification des Deux Terres.

## Histoire récente
Chaque fois que nous rencontrons des tribus égyptiennes dans les sources ayyoubides et mameloukes, que ce soit dans le relevé cadastral du Fayoum par al-Nābulusī dans les années 1240 ou dans les récits des chroniqueurs sur les rébellions bédouines du XIVe siècle, elles sont principalement décrites comme des agriculteurs sédentaires. Ces structures tribales se sont répandues dans la campagne égyptienne au XIIe siècle. Le phénomène des villages tribaux a coïncidé avec la quasi-disparition de la propriété privée des terres arables et l'imposition par les Ayyoubides d'une fiscalité collective au niveau du village.

## Tribus du Sinai
Des tribus dans le Sinai ont créé une union militaire dans la région. Depuis sa création, l'Union des tribus du Sinaï s'appuie en grande partie sur les membres de la tribu Tarabin pour gonfler ses rangs dans sa lutte aux côtés des forces armées dans le conflit du Nord-Sinaï. 

## Tribus libyennes en Égypte
Les Awlad Ali sont la plus grande des tribus frontalières dont les membres vivent à la fois en Égypte et en Libye. Le nombre de membres de la tribu Awlad Ali en Égypte s'élève à deux millions, principalement concentrés dans les villes de Marsa Matrouh et Sallum, près des frontières avec la Libye. 
La présence de la tribu des Awlad Ali, dont les membres ont émigré en Égypte en 1670 après des conflits avec la tribu des Harabi, s'étend également au delta du Nil ainsi qu'aux gouvernorats d'Alexandrie et de Gizeh.
Selon le chercheur Attia al-Awami, la zone occupée par Awald Ali dans le désert occidental s'étend sur 500 kilomètres à l'ouest de la ville méditerranéenne d'Alexandrie. 
"Les membres de la tribu d'Awlad Ali dans le désert occidental travaillent essentiellement à l'élevage du bétail et à la culture du blé, de l'orge, des melons, des figues et des olives, en particulier dans la région allant de la ville de Hammam dans le gouvernorat de Marsa Matrouh à la capitale Marsa Matrouh".
La tribu Gameiyat est arrivée en Égypte avant Awlad Ali, mais elle a réussi à s'intégrer sur une période de 600 ans, bien qu'au début, les deux tribus étaient engagées dans des conflits similaires à ceux qui ont eu lieu entre Awlad Ali et la tribu Hanadi, qui a migré de la côte est de la Libye. 
Plusieurs autres tribus sont venues de Libye après la guerre civile libyenne qui a eu lieu au début du XIXe siècle entre le gouverneur turc Yusuf Pasha Karamanli et la tribu Awaqeer d'une part et d'autres tribus comme les Ghawazi d'autre part. 
Après la fin de la guerre, Karamanli a invité 40 des principaux membres des Ghawazee dans son palais, prétendant qu'il voulait leur payer un tribut, puis il a ordonné à ses soldats de les tuer et de tuer tous les autres membres des Ghawazi dans toute la Libye. Cela a poussé beaucoup d'entre eux à partir en Égypte tandis que d'autres sont restés en Libye et ont changé de nom. Plusieurs autres tribus ont proposé aux Ghawazi de rester avec eux dans les zones frontalières, mais ils ont préféré s'installer en Égypte et leurs descendants vivent actuellement dans le gouvernorat du Fayoum, au sud-ouest du Caire.